# Међународни рачуноводствени стандард 30
МРС 30 - Обелодањивање у финансијским извештајима банака и сличних финансијских институција
Пословање банака као и њихове обавезе разликују се од других предузећа, јер основна функција банке је да прима улоге и позајмљује средства тј. кредитира и улаже. Разлика између каматне марже од позајмљивања и расхода финансирања по примљеним улозима је приход банке. Овај стандард је специфичан за ову делатност. Да би банка припремила финансијске извештаје и обелоданила их, мора да прикаже рачуноводствене политике које су примењиване за извештајни период, а које се односе на следеће позиције:
- признавање главних врста прихода и расхода
- процењивање улагања путем њихове наплативости и стварање резерве за ненаплатива потраживања или њихов отпис
- процењивање улагања у хартије од вредности – акције и оне хартије од вредности којима ће се трговати
- јасно разграничење потраживања и обавеза од потенцијалних потраживања и обавеза
- основ за утврђивање трошкова за опште банкарске ризике и њихов рачуноводствени третман
- стварни губитак и потенцијални губитак од пласмана
- политику отписа ненаплативих зајмова и пласмана

Банка је обавезна да у својим финансијским извештајима да коментар уз финансијске извештаје о питањима као што су управљање ликвидношћу и ризицима као и контролом истих. Кориснике финансијских извештаја банака занима њихова ликвидност и солвентност, као и ризици повезани са средствима и обавезама које су признате у билансу стања и са ванбилансним ставкама. Банке су изложене ризицима флуктуација валута, промена каматних стопа, промена цена на тржишту и неизвршења обавеза њених комитената. Сви ови ризици треба да буду обелодањени у финансијским извештајима банака.
Банка обелодањује рочну структуру средстава и обавеза групишући их по роковима доспећа од дана Биланса стања до уговореног датума доспећа. Из ове рочне структуре активе и пасиве произилази усклађеност или контролисана неусклађеност потраживања и обавеза, прихода и расхода од камата или прихода и расхода од промена курсева валута за средства и изворе у страним средствима плаћања. Уравнотеженост доспећа средстава и обавеза говори о томе да банка води рачуна о својој ликвидности и напред напоменутим ризицима. Банка врши издвајања на име општих банкарских ризика, укључујући и будуће губитке или потенцијалне обавезе. Она је у обавези да ове износе обелодани и прикаже као смањење нераспоређеног добитка претходног периода, а кад се наплате као његово повећање, што значи да их не укључује у утврђивање нето добитка или губитка за текући период. Банка има обавезу да обелодани примљена обезбеђења и јемства за своје пласмане, а исто тако и износе средстава које је дала као јемство за своје обавезе (нпр. обезбеђење депозита).
Специфичност за банке је и приказ у финансијским извештајима посебног биланса послова у име и за рачун – заступничких послова.